# Gud är mysterium
Gud är mysterium är en psalm med text av Christina Lövestam och musik av Georg Riedel. 

## Publicerad som
- Nr 908 i Psalmer i 2000-talet under rubriken "Kyrkliga handlingar".